# نسيج عضلي مخطط
النسيج العضلي المخطط (بالإنجليزية: Striated muscle tissue)‏هو نسيج عضلي يتميز باحتوائه على وحدات وظيفية تُدعى الساكرومير، على عكس الأنسجة العضلية الملساء التي تفتقرهم. وجود الساكرومير يظهر على شكل سلسلة من الأشرطة في الألياف العضلية، والتي بدورها تكون مسؤولة عن الشكل المخطط للنسيج في الصور المجهرية. يوجد نوعان للعضلات المخططة:
1) عَضَلٌ قَلْبِيّ  (عَضَلَةُ القَلْب)
2) عضلة هيكلية
الانقباضات التي تحدث في العضل المخطط تكون إرادية، باستثناء عضلة القلب، التي تكون فيها الانقباضات منظمة لاإرادياً من قبل عقد جيبية أذينية.
عادةً يتم معاملة العضل القلبي بشكل منفصل عن باقي العضلات المخططة، كونها تمتلك خصائص مختلفة. أثناء الانقباضات الإرادية، يمتد العضل المخطط بفعل مضاد من عضلات مناهضة. جميع العضلات المخططة تكون ملتصقة بمكون أخر من الهيكل العظمي، على عكس  الأنسجة العضلية الملساء، والتي تتكون من أعضاء مجوفة مثل الأحشاء والأمعاء والأوعية الدموية. ألياف العضلات المخططة تملك شكل أسطوني مع نهايات مصمتة غير حادة، في حين أن تلك الألياف الموجودة في العضلات الملساء تُوصف عادةً بأنها شبيهة بشكل المغزل مع نهايات مُستدقة مغزلية.
أحد الخصائص التي تُميز العضلات المخططة عن الملساء أيضاً هي أن العضلات المخططة لديها عدد أكبر من المُتَقَدِّرات وتحتوي على خلايا متعددة النواة.